# Kalleh Chāleh Sar
Kalleh Chāleh Sar (persiska: گُل چال سَر, Gol Chāl Sar, کله چاله سر) är en ort i Iran.   Den ligger i provinsen Mazandaran, i den norra delen av landet, 200 km nordost om huvudstaden Teheran. Antalet invånare är 169.
Terrängen runt Kalleh Chāleh Sar är platt åt nordväst, men åt sydost är den kuperad. Runt Kalleh Chāleh Sar är det ganska tätbefolkat, med 72 invånare per kvadratkilometer. Närmaste större samhälle är Behshahr, 19,3 km öster om Kalleh Chāleh Sar. Trakten runt Kalleh Chāleh Sar består till största delen av jordbruksmark.